# Ramon Acin
Ramón Arsenio Acín Aquilué (Huesca, 30 de Agosto de 1888 — Huesca, 6 de Agosto de 1936) foi um pintor, escultor, professor e jornalista.
Ramón Acín Aquilué era filho do engenheiro agrimensor Santos Acín Mulier e de Maria Aquilué Royán. Era o mais novo de três irmãos, sendo os outros Santos e Enriqueta.
Desde bem jovem se interessou pelas artes visuais e pintura, recebendo já com dez anos aulas do pintor oscense Félix Lafuente. Com doze anos ingressou no Instituto de Segundo Ensino de Huesca, onde realizou seus estudos. Em 1907 matriculou-se em Ciências Químicas na faculdade de Ciências de Zaragoza.
Em fins de 1908 abandonou a faculdade de Química para retornar a Huesca. Em 1909 teve que se apresentar para o serviço militar, mas é liberado por ser filho de pais sexagenários. Nesse mesmo ano vai para Madrid para ocupar o cargo de delineante em obras públicas, sem conseguir se adaptar, retorna novamente a Huesca, onde volta a ter aulas de escultura na academia particular do pintor Anselmo Gascón de Gotor.
Ramón Acín decide se dedicar exclusivamente a escultura e a pintura, e em agosto de 1910 publica as suas primeiras ilustrações na imprensa no Diário de Notícias de Zaragoza. Em agosto de 1911 ilustra a capa do programa de festas de São Lourenço em Huesca, e no final desse mesmo ano um trabalho seu ocupou a capa da revista de humor de Madrid Don Pepito.